# Bahnhof Fischbach-Weierbach
Der Bahnhof Fischbach-Weierbach ist ein Durchgangsbahnhof an der Nahetalbahn zwischen Saarbrücken und Bad Kreuznach.
Er liegt auf der Gemarkung von Weierbach, einem Stadtteil von Idar-Oberstein im Landkreis Birkenfeld in Rheinland-Pfalz. Unmittelbar benachbart sind die Gemeinde Fischbach (Verbandsgemeinde Herrstein-Rhaunen) und der Stadtteil Georg-Weierbach (Idar-Oberstein). Der Bahnhof wird von verschiedenen Regionalbahnen (RB) und Regional-Expresszügen (RE) bedient.
Das Empfangs- und Verwaltungsgebäude mit Dienstwohnungen, Güterhalle und Nebengebäude aus den Jahren 1913/14 von Architekt Schenck ist ein eingetragenes Kulturdenkmal. Es handelt sich dabei um einen ein- und zweigeschossigen Hauptbau mit klassizierendem Jugendstildekor und monumentaler Dachlandschaft.